# Ceropegia burgeri
Ceropegia burgeri là một loài thực vật có hoa trong họ La bố ma. Loài này được M.G.Gilbert mô tả khoa học đầu tiên năm 2002.